# Katori (thiết giáp hạm Nhật)
Katori (tiếng Nhật: 香取
) là một thiết giáp hạm của Hải quân Đế quốc Nhật Bản, là chiếc dẫn đầu trong lớp của nó gồm hai chiếc thuộc thế hệ tiền-Dreadnought, được thiết kế và chế tạo bởi hãng Vickers tại Anh Quốc. Cái tên Katori được đặt theo tên một ngôi đền Shinto danh tiếng tại Katori thuộc Chiba, về phía Tây Bắc Tokyo. Tàu chị em của nó là thiết giáp hạm Kashima.

## Thiết kế và chế tạo
Các thiết giáp hạm Kashima và Katori được đặt hàng nhằm bù đắp cho việc tổn thất những chiếc Hatsuse và Yashima trong cuộc Chiến tranh Nga-Nhật. Cho dù những chiếc tàu tuần dương bọc thép Nisshin và Kasuga có thể hoạt động thành công trong đội hình hàng thiết giáp hạm trong Trận Tsushima quyết định, Hải quân Nhật cho rằng một hạm đội bao gồm sáu thiết giáp hạm là mức tối thiểu cần thiết để chống lại những mối đe dọa tiềm tàng từ phía Trung Quốc, Nga hay Hoa Kỳ. Cho dù việc chế tạo được thúc đẩy vội vã, Katori chỉ được giao hàng sau khi cuộc chiến tranh Nga-Nhật đã kết thúc. Hoàng tử và Công nương Arisugawa đã hiện diện trong buổi lễ hạ thủy chính thức con tàu.

## Lịch sử hoạt động
Katori về đến Yokosuka vào ngày 15 tháng 8 năm 1906 sau chuyến đi thử máy từ cảng Portsmouth, Anh Quốc. Trong chuyến ghé thăm của Hạm đội Great White thuộc Hải quân Hoa Kỳ trong chuyến đi vòng quanh thế giới, Katori tham gia hạm đội Nhật Bản hộ tống trong vùng biển Nhật Bản vào tháng 10 năm 1908. Trong cuộc duyệt binh hải quân ngoài khơi Yokosuka vào ngày 10 tháng 11 năm 1913, Katori được vinh dự đón lên tàu Thái tử mà sau này trở thành Nhật hoàng Hirohito.
Cho dù đã bị lạc hậu do sự phát triển các lớp thiết giáp hạm thế hệ Dreadnaught, Katori vẫn tham gia Chiến tranh Thế giới thứ nhất, đóng vai trò thứ yếu chiếm đóng các hòn đảo thuộc địa Đức vốn chỉ được phòng thủ yếu ớt tại Caroline, Mariana và Palau. Sau Thế chiến I, Katori tham gia hạm đội Nhật Bản hỗ trợ cho việc đổ bộ và tuần tra ven biển trong cuộc Can thiệp Siberi trong những năm 1918- 1921.
Vào ngày 3 tháng 3 năm 1922, Katori rời Nhật Bản cùng Thái tử Hirohito thực hiện chuyến viếng thăm chính thức kéo dài sáu tháng đến Anh Quốc và năm nước châu Âu khác: Pháp, Ý, Vatican, Hà Lan và Bỉ, trở thành Thái Tử đầu tiên của Hoàng gia Nhật Bản công du nước ngoài. Katori quay về đến Nhật Bản vào ngày 3 tháng 9 năm 1922, và một loạt tem bưu chính kỷ niệm mô tả Katori được Chính phủ Nhật phát hành ghi dấu chuyến đi bình yên này.
Do những điều khoản thỏa thuận trong Hiệp ước Hải quân Washington, Katori được cho ngừng hoạt động vào ngày 20 tháng 9 năm 1923, và được tháo dỡ tại xưởng hải quân Maizuru vào năm 1924. Tuy nhiên, một số các khẩu pháo cỡ lớn của nó được giữ lại và tái sử dụng trong vai trò phòng thủ duyên hải chung quanh vịnh Tokyo.

## Những hình ảnh

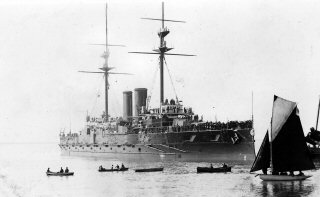
Thiết giáp hạm Katori tại Trung Quốc
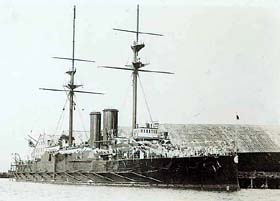
Katori vào năm 1906
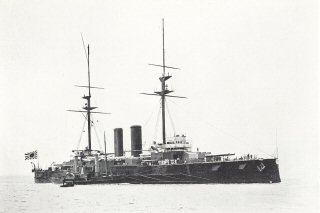
Katori vào năm 1915